# Stop
«Stop» és la cinquena cançó de la cara B del segon disc de l'onzè àlbum del grup anglès de rock progressiu Pink Floyd, The Wall. Està unida a l'anterior cançó del disc, "Waiting For The Worms", i va just abans de la penúltima de tot l'àlbum, "The Trial". Té una duració de només 31 segons, sent així la cançó més curta de tota la discografia de Pink Floyd. Va ser escrita per Roger Waters.

## Trama
En aquest moment, Pink s'adona del que s'ha convertit: en un dictador feixista, precisament el que Pink menys sent i és en el fons, i llavors la seva al·lucinació acaba. També es pregunta si tot el que li ha portat a construir el mur, tots els maons, han sigut culpa seva des del principi (per això la frase "Have I been guilty all this time?", "He estat culpable tot aquest temps?). Per aquests motius, a la següent cançó de The Wall, "The Trial", ell mateix se sotmet a un judici.

## Personal
- Roger Waters: Veus
- Bob Ezrin: Piano[7]